# Dennis Jastrzembski
Dennis Jastrzembski (Rendsburg, 2000. február 20. –) lengyel származású német és lengyel utánpótlás válogatott labdarúgó, a Śląsk Wrocław játékosa.

## Pályafutása

### Klubcsapatokban
A TSV Kropp csapatában nevelkedett, majd 2013 júliusában igazolt a Holstein Kiel korosztályos csapataiba. 2015-ben a Hertha akadémiájára került és a 2017–18-as szezonban az U19-es korosztályos bajnokságot megnyerték. 2018. augusztus 20-án debütált az első csapatban a Német Kupában az Eintracht Braunschweig ellen, a 75. percben Salomon Kalou cseréjeként lépett pályára és a 83. percben a győztes gólt szerző Vedad Ibiševićnek adott gólpasszt. 5 nappal később a bajnokság 1. fordulójában az 1. FC Nürnberg ellen először lépett pályára a Bundesligában. A 72. percben váltotta Maximilian Mittelstädt és a 7 perccel később sárga lapot kapott. Szeptember 16-án mutatkozott be a Hertha BSC II csapatában a Babelsberg ellen, az 55. percben gólpasszt adott Florian Egerernek. 2020. január 31-én kölcsönbe került az Paderborn csapatához. Február 8-án debütált a Schalke ellen a 91. percben Kai Pröger cseréjeként. 2021. január 27-én a harmadosztályú Waldhof Mannheim csapatába került kölcsönbe a szezon végéig. A következő szezonra visszatért a Hertha csapatához és az első keret tagja lett. 2022. január 25-én három és fél éves szerződést írt alá a lengyel Śląsk Wrocław csapatával.

### A válogatottban
2015-ben a lengyel korosztályos válogatottakban 8 nemzetközi mérkőzésen lépett pályára és ezeken 2 gólt szerzett. 2016-ban már a német U16-os válogatott színeiben lépett pályára. 2016. szeptember 9-én mutatkozott be a német U17-es labdarúgó-válogatottban a holland U17-es labdarúgó-válogatott elleni felkészülési találkozón. A 2017-es U17-es labdarúgó-Európa-bajnokságon és U17-es labdarúgó-világbajnokságon részt vevő keret tagja volt.
2018. március 26-án mutatkozott be az U18-as válogatottban a francia U18-asok ellen. Szeptember 7-én az U19-esek között is pályára lépett Svájc ellen, majd 3 nappal később Szlovákia ellen.

## Statisztika
2022. augusztus 6. szerint.
| Klub                          | Szezon   | Osztály       | Bajnokság | Bajnokság | Kupa és Ligakupa | Kupa és Ligakupa | Nemzetközi | Nemzetközi | Összesen | Összesen |
| Klub                          | Szezon   | Osztály       | Meccs     | Gól       | Meccs            | Gól              | Meccs      | Gól        | Meccs    | Gól      |
| ----------------------------- | -------- | ------------- | --------- | --------- | ---------------- | ---------------- | ---------- | ---------- | -------- | -------- |
| Hertha BSC                    | 2018–19  | Bundesliga    | 5         | 0         | 1                | 0                | —          | —          | 6        | 0        |
| Hertha BSC                    | 2021–22  | Bundesliga    | 8         | 0         | 2                | 0                | —          | —          | 10       | 0        |
| Hertha BSC                    | Összesen | Összesen      | 13        | 0         | 3                | 0                | 0          | 0          | 16       | 0        |
| Paderborn (kölcsönben)        | 2019–20  | Bundesliga    | 6         | 0         | 0                | 0                | —          | —          | 6        | 0        |
| Paderborn (kölcsönben)        | 2020–21  | 2. Bundesliga | 3         | 0         | 0                | 0                | —          | —          | 3        | 0        |
| Paderborn (kölcsönben)        | Összesen | Összesen      | 9         | 0         | 0                | 0                | 0          | 0          | 9        | 0        |
| Waldhof Mannheim (kölcsönben) | 2020–21  | 3. Liga       | 15        | 1         | 0                | 0                | —          | —          | 15       | 1        |
| Śląsk Wrocław                 | 2021–22  | Ekstraklasa   | 15        | 1         | 0                | 0                | —          | —          | 15       | 1        |
| Śląsk Wrocław                 | 2022–23  | Ekstraklasa   | 4         | 1         | 0                | 0                | —          | —          | 4        | 1        |
| Śląsk Wrocław                 | Összesen | Összesen      | 19        | 2         | 0                | 0                | 0          | 0          | 19       | 2        |
| Összesen                      | Összesen | Összesen      | 56        | 3         | 3                | 0                | 0          | 0          | 59       | 3        |

## Külső hivatkozások
- Dennis Jastrzembski adatlapja a DFB oldalán (németül)
- Dennis Jastrzembski adatlapja a Kicker oldalán (németül)
- Dennis Jastrzembski adatlapja a Transfermarkt oldalán (angolul)
- Dennis Jastrzembski – a FIFA adatbázisában
- Dennis Jastrzembski az UEFA adatbázisában (angolul)
- Dennis Jastrzembski adatlapja a Soccerway oldalon (angolul)